# Vulcanești
Vulcanești (in gagauzo Валканеш?, Valkaneş; in in russo Вулканешты?, Vulkanešty) è una città della Moldavia situato nella Gagauzia di 12.185 abitanti al censimento del 2014.

## Società

### Evoluzione demografica
In base ai dati del censimento, la popolazione è così divisa dal punto di vista etnico:
| Etnia       | Abitanti | %     |
| ----------- | -------- | ----- |
| Moldavi     | 18.330   | 11,65 |
| Ucraini     | 8.880    | 5,65  |
| Russi       | 12.270   | 7,80  |
| Gagauzi     | 109.220  | 69,44 |
| Bulgari     | 6.610    | 4,20  |
| Rumeni      | 130      | 0,08  |
| Altre etnie | 1.850    | 1,18  |

## Località
Il comune è formato dall'insieme delle seguenti località (popolazione 2004):
- Vulcanești (15.462 abitanti)
- Vulcanești loc. st. (2.670 abitanti)